# Microcentrum costaricense
Microcentrum costaricense är en insektsart som beskrevs av Piza Jr. 1975. Microcentrum costaricense ingår i släktet Microcentrum och familjen vårtbitare. Inga underarter finns listade i Catalogue of Life.